# Eucleodora
Eucleodora is een geslacht van vlinders van de familie sikkelmotten (Oecophoridae), uit de onderfamilie Oecophorinae.

## Soorten
- E. cocae Busck, 1931
- E. coronis Meyrick, 1914
- E. chalybeella Walsingham, 1881
- E. ingrata Meyrick, 1913
- E. obelitis Meyrick, 1914
- E. plumbipictella Strand, 1913
- E. stannifera Meyrick, 1914